# Iğdır
Iğdır, (in curdo Îdir‎; in Azero: İğdır) è una città della Turchia orientale. Si trova nella regione dell'Anatolia Orientale ed è il capoluogo della provincia di Iğdır. Iğdır è una delle città importanti della Turchia nell'agricoltura e nella zootecnia.

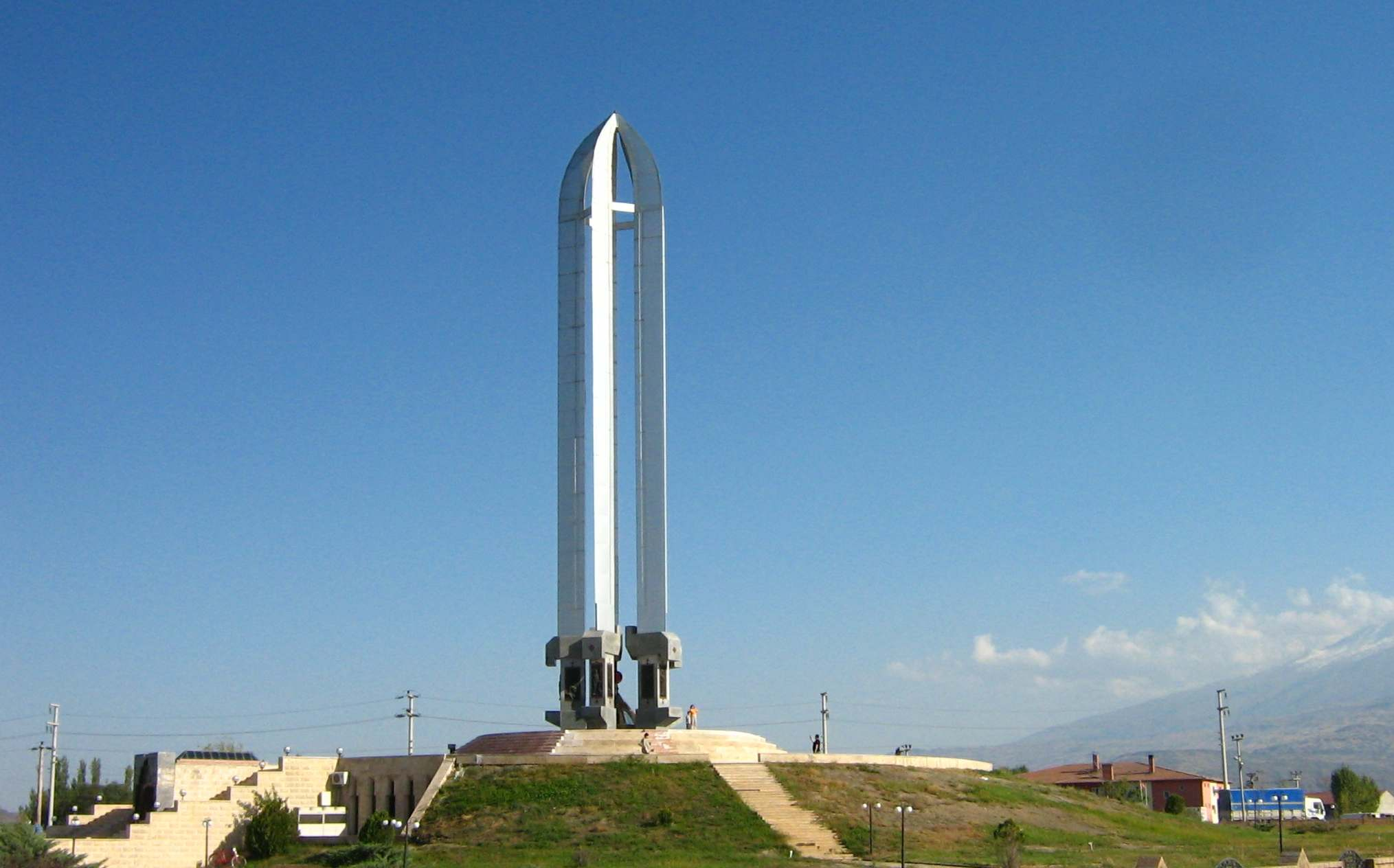
Memoriale e museo del genocidio di Iğdır

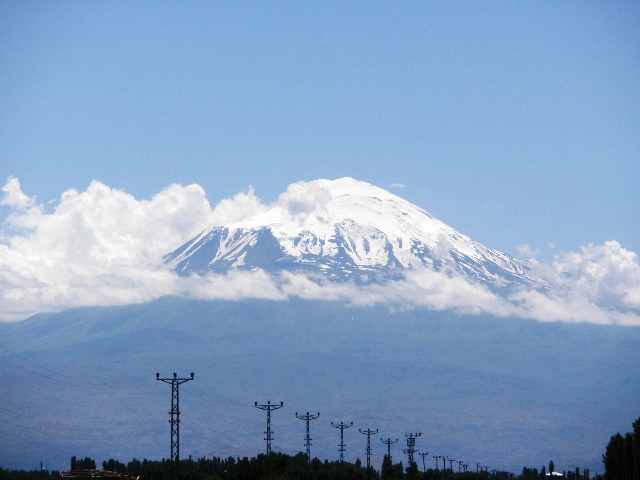
Veduta dell'Ararat da Iğdır

## Sport
La città è stata sede del Iğdır Spor Kulübü, attiva dal 1952 al 2014.

## Amministrazione

### Gemellaggi
- Sharur - Azerbaigian
- Shamakhi - Azerbaigian